# 泰瑟诺
泰瑟诺（德語：Tessenow，發音：[ˈtɛsənoː]）是德国梅克伦堡-前波美拉尼亚州路德维希斯卢斯特-帕尔希姆县曾经的一个市镇，面积35.99平方千米，2017年12月31日人口为584人。2019年1月1日，泰瑟诺与另外2个市镇合并为新市镇鲁讷贝格。